# Phaseolus zimapanensis
Phaseolus zimapanensis là một loài thực vật có hoa trong họ Đậu. Loài này được A. Delgado mô tả khoa học đầu tiên năm 2000.